# 606. Infanterie-Division (Wehrmacht)
Die 606. Infanteriedivision (Wehrmacht) war eine deutsche Infanteriedivision im Zweiten Weltkrieg. Die Division wurde am  11. April 1945 aus Teilen der im Kessel von Heiligenbeil vernichteten  541. Volks-Grenadier-Division aufgestellt. 